# La siepe/Caro, caro amore
La siepe/Caro, caro amore è un singolo di Al Bano, pubblicato dalla casa discografica La Voce del Padrone.

## Descrizione
Il brano La siepe venne presentato dal cantante al Festival di Sanremo 1968, in abbinamento con Bobbie Gentry, e si classificò al nono posto, ricevendo 92 voti.
Nella copertina del disco è presente il cantante Albano. L'orchestra è diretta da Mariano Detto
Entrambi i brani furono inseriti nell'album Il ragazzo che sorride, pubblicato nello stesso anno.

## Tracce
LATO A
1. La siepe – 3:43 (testo: Vito Pallavicini – musica: Pino Massara)

LATO B
1. Caro, caro amore – 3:33 (testo: Vito Pallavicini e Rossella Conz – musica: Pino Massara)